# Eduardo Duhalde

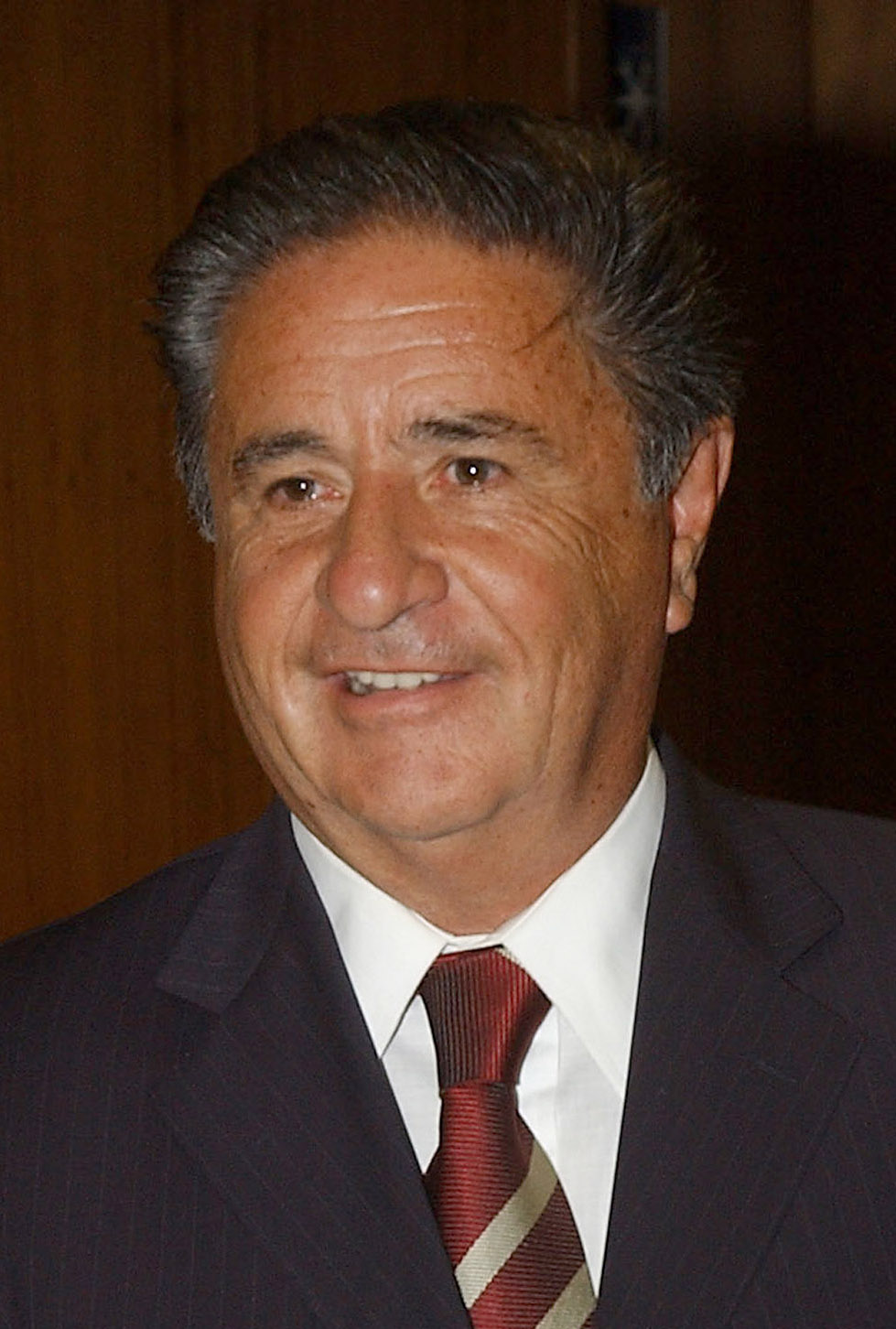
Eduardo Duhalde

Eduardo Duhalde (Lomas de Zamora, 5 oktober 1941) was president van Argentinië, die de officiële ambtstermijn van Fernando de la Rúa heeft afgemaakt van 1 januari 2002 tot eind 2003. Als vicepresident onder ex-president Carlos Menem (1989-1993) is hij een bekende peronist. Vanaf 1991 is Duhalde, twee termijnen lang, gouverneur van de belangrijkste Argentijnse provincie, Buenos Aires.
Gedurende de campagne voorafgaande aan de presidentsverkiezingen van 1999 verzet hij zich tegen pogingen om een derde termijn mogelijk te maken voor president Menem. Wanneer deze daarvan afziet, wordt Duhalde de kandidaat van de Peronisten. Hij verliest echter van de Radicaal Fernando de la Rúa, van wie hij dus 2 jaar later het stokje overneemt omdat De la Rúa door het volk wordt gedwongen te vertrekken. Er wacht hem een ondankbare taak, want Argentinië anno 2002 bevindt zich in een diepe crisis. Duhalde gaat dan ook de geschiedenis in als de president die de loskoppeling van de Argentijnse peso van de Amerikaanse dollar verwezenlijkte.
Duhalde begon zijn loopbaan als advocaat.
- Bibliothèque nationale de France: cb16141274b (data)
- Gemeinsame Normdatei: 122703618
- International Standard Name Identifier: 0000 0001 1441 0930
- Library of Congress Control Number: nr90007137
- Nederlandse Thesaurus van Auteursnamen: 31424266X
- SNAC: w67b1ptv
- Système universitaire de documentation: 07721885X
- Virtual International Authority File: 32885266
- WorldCat: E39PBJht7WP6TGTvdkyHQfr6rq